# Daniel Atienza
Atienza  Urendez est un nom espagnol. Le premier nom de famille, en général paternel, est Atienza ; le second, en général maternel, souvent omis, est Urendez.
Daniel Atienza Urendez, né le 22 septembre 1974 à Moudon en Suisse, est un ancien coureur cycliste espagnol. 

## Biographie
Daniel Atienza commence sa carrière professionnelle en 1997 dans l'équipe Polti. Après une saison 2000 dans la formation Saeco, il rejoint en 2001 Cofidis. Il y reste cinq saisons. Il obtient régulièrement des places d'honneur sur les courses par étapes. À l'issue d'une bonne saison 2005, durant laquelle il se classe neuvième du Tour de Romandie, treizième du Tour de Suisse, quatorzième du Tour d'Italie et dix-septième du Tour d'Espagne, il n'est pas conservé par Cofidis et arrête sa carrière.
Depuis 2007, il est, avec Richard Chassot, le consultant cyclisme pour la Radio télévision suisse (RTS).
Le 7 avril 2013, Daniel Atienza termine le marathon de Zurich en 2 h 29 min 27 s. Il devient ainsi le premier ex-cycliste professionnel à mettre moins de 2 h 30 pour courir la distance mythique de 42,195 km du marathon. Le 8 mai 2016, il termine douzième du marathon de Genève en 2 h 37 min 58 s.

## Palmarès

### Palmarès amateur
- 1995
  - Tour de Palencia
- 1996
  - 7e étape du Circuito Montañés
  - Sion-Vercorin
  - 3e étape du Tour de Castille-et-León amateurs
  - 2e de Sierre-Loye
  - 2e du Tour de Castille-et-León amateurs

### Palmarès professionnel
- 1998
  - 2e de la LuK-Cup
  - 3e du Tour de Bavière
- 2000
  - 10e du Tour de Suisse
- 2003
  - 9e du Tour de Catalogne
- 2004
  - 10e du Tour de Catalogne
- 2005
  - 9e du Tour de Romandie

## Résultats sur les grands tours

### Tour de France
3 participations
- 2000 : 29e
- 2001 : 30e
- 2002 : abandon (17e étape)

### Tour d'Italie
1 participation
- 2005 : 14e

### Tour d'Espagne
7 participations
- 1998 : abandon
- 1999 : abandon
- 2001 : 48e
- 2002 : 28e
- 2003 : 32e
- 2004 : 25e
- 2005 : 17e

## Classements mondiaux
| Année              | 2005 |
| ------------------ | ---- |
| Classement ProTour | 102e |